# Hermann Giesler

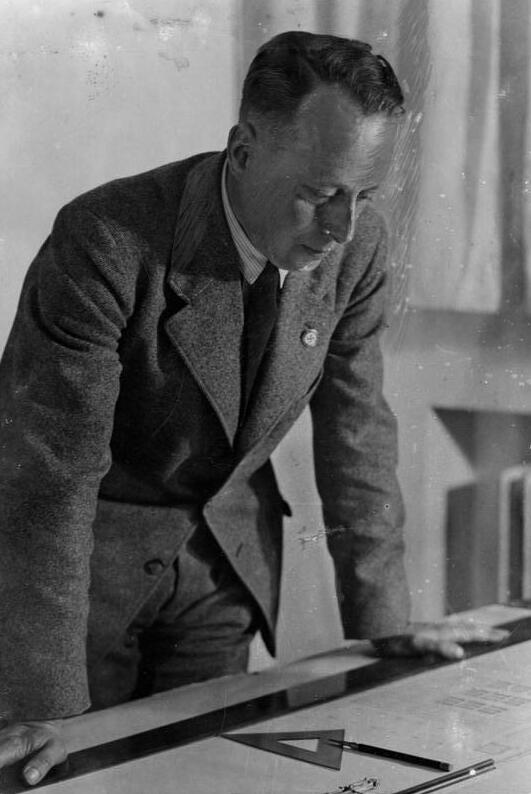
Hermann Giesler (1938)

Hermann Giesler (* 2. August 1898 in Siegen; † 20. Januar 1987 in Düsseldorf) war ein Architekt im Nationalsozialismus. Er war der Bruder von Paul Giesler, einem Angehörigen der nationalsozialistischen Führungsspitze.

## Leben

### Kaiserreich und Weimarer Republik
Hermann Giesler wurde am 2. August 1898 in Siegen als Sohn eines Architekten geboren. Im Ersten Weltkrieg war er von 1915 bis 1918 Soldat. Anschließend arbeitete er zunächst als Maurer, Zimmermann und Schlosser, besuchte dann aber von 1919 bis 1923 die Kunstgewerbeschule München und studierte Architektur an der Technischen Hochschule München, u. a. bei Richard Riemerschmid. Zum 1. Oktober 1931 trat er der NSDAP bei (Mitgliedsnummer 622.515), vorher war er bereits als Parteiredner tätig gewesen. Auch der SA schloss Giesler sich bereits in der „Kampfzeit“ an. Ab 1930 arbeitete Giesler als selbständiger Architekt und Keramiker im Allgäu. Sein Bruder Paul Giesler, durch seinen Parteieintritt 1928 „Alter Kämpfer“, hatte im Nationalsozialismus führende Funktionen in der SA, war Gauleiter u. a. von Oberbayern und von 1942 bis 1945 bayerischer Ministerpräsident.

### Nationalsozialismus
1933 wurde Giesler Bezirksbaumeister in Sonthofen. Die von ihm geplante Ordensburg Sonthofen („Reichsschulungsburg Allgäu“), die 1934 errichtet wurde und ab 1937 eine der Adolf-Hitler-Schulen war, das Gauforum Weimar (Baubeginn Juli 1936) und der dortige Adolf-Hitler-Platz (1937) waren wichtige nationalsozialistische Repräsentationsbauten. Es folgten weitere Planungen, so etwa für die Gauhauptstadt Augsburg oder die Hohe Schule der NSDAP am Chiemsee. Daneben hatte er die Leitung der Gauführerschule Blaichach im NSDAP-Gau Schwaben.
Im Jahre 1938 ernannte Hitler ihn zum Professor und zum Generalbaurat für die Neugestaltung der „Hauptstadt der Bewegung“ München. Hier arbeitete er bei der Planung eines neuen Hauptbahnhofs mit Paul Bonatz zusammen. Sie schlugen vor, den Bahnhof im 45-Grad-Winkel zu einer geplanten Prachtstraße zu stellen und planten einen gewaltigen Kuppelbau mit 136 Meter Höhe und 265 Meter Durchmesser. In München arbeitete er bei der Grünflächengestaltung mit Alwin Seifert und bei Wohn- und Siedlungsfragen mit Rudolf Rogler zusammen. 1939 wurde er in den Kulturkreis der SA berufen.
Nachdem Linz im März 1939 zu einer der fünf Führerstädte erklärt worden war (neben Berlin, München, Hamburg und Nürnberg), wurde zwar zunächst Roderich Fick zum „Reichsbaurat für die Neugestaltung der Stadt Linz“ ernannt. Aufgrund von Rivalitäten innerhalb der NS-Führungschargen bot Hitler Giesler am 28. April 1942 an, „die Monumentalverbauung links der Donau“ zu übernehmen.
1939 wurde Weimar in die Reihe der „Neugestaltungsstädte“ aufgenommen, und Gauleiter Fritz Sauckel beauftragte Giesler als „Architekten des Gauforums“ mit der grundlegenden Neugestaltung der Stadt. Sauckel ernannte Giesler im Jahr der Fertigstellung der Villa Sauckel zum Ehrenbürger der Stadt Weimar.

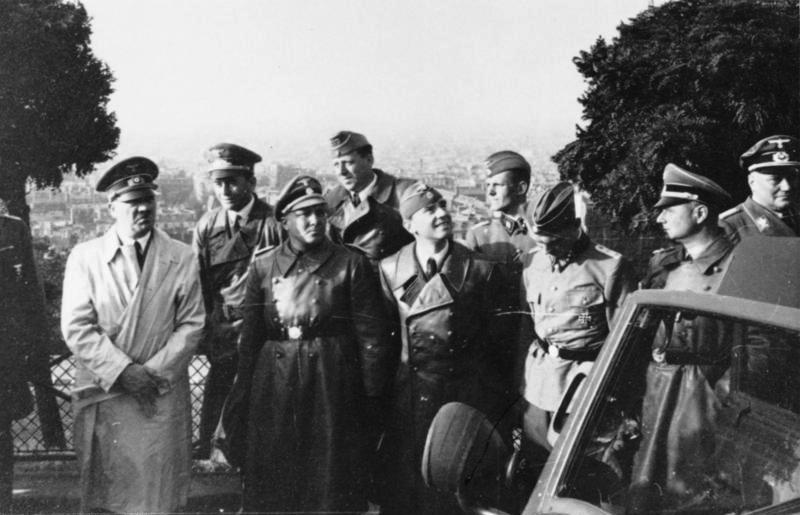
v. l. n. r.: Adolf Hitler, Albert Speer, Martin Bormann, Hermann Giesler, Arno Breker (Paris 1940), Aufnahme aus dem Nachlass Albert Speers im Bundesarchiv

Giesler war von Hitler als Architekt von dessen Grabmal ausersehen (1940).
Mit dem Überfall auf die Sowjetunion wurden 1941 sämtliche seiner Bauvorhaben eingestellt. Die großen städtebaulichen Planungen sind, von Weimar abgesehen, nicht über das Planungsstadium hinausgekommen. Seine in der NS-Zeit tatsächlich errichteten Bauten sind jedoch alle erhalten.
Giesler war seit 1941 für die Organisation Todt (OT) tätig: als Leiter der für das Baltikum eingesetzten „Baugruppe Giesler“, als Leiter der Einsatzgruppe Russland-Nord der OT (1942–1944) und als Leiter der OT-Einsatzgruppe VI (Bayern und Donaugaue). Als solcher hatte er die verantwortliche Bauleitung für die von KZ-Häftlingen zu errichtende Rüstungsproduktionsstätte Mühldorfer Hart (1944–1945).
Im August 1943 wurde er Mitglied des Reichstages. Im August 1944 nahm ihn Hitler in die Gottbegnadeten-Liste mit den zwölf wichtigsten bildenden Künstlern, darunter vier Architekten, auf. Kurz zuvor war er von Albert Speer in den Arbeitsstab für den Wiederaufbau bombenzerstörter Städte berufen worden.
In der SA bekleidete Giesler hohe Ränge. Noch am 20. April 1945 – „Führers Geburtstag“ – wurde er von Hitler zum Brigadeführer ernannt.

### Nach dem Ende des Nationalsozialismus
1945 wurde Giesler von der US-Militärregierung zunächst festgenommen und als NS-belastet bis 1946 interniert.
1947 wurde er von einem US-amerikanischen Militärgericht wegen Tötungsverbrechen im KZ-Mühldorf-Hauptverfahren in Dachau angeklagt und verurteilt. Mit ihm angeklagt waren Franz Auer, Karl Bachmann, Wilhelm Baya, Heinrich Engelhardt, Erika Flocken, Karl Gickeleiter, Daniel Gottschling, Wilhelm Griesinger, Wilhelm Jergas, Anton Ostermann, Jacob Schmidberger, Herbert Spaeth und Otto Sperling. Es wurden fünf Todesurteile verhängt, die aber – bis auf das von Franz Auer am 26. November 1948 – nicht vollstreckt, sondern in kontinuierlich reduzierte Haftstrafen umgewandelt wurden. In der Regel wurden die Häftlinge bereits Anfang der 1950er Jahre aus dem Gefängnis in Landsberg (War Criminal Prison No. 1) entlassen.
Hermann Giesler war zu einer lebenslangen Haftstrafe verurteilt worden, doch schon am 6. Mai 1948 wurde seine Freiheitsstrafe auf 25 Jahre Haft und am 7. Juli 1951 auf zwölf Jahre Haft verringert. Entlassen wurde Giesler jedoch bereits am 18. Oktober 1952. Er ließ sich in Düsseldorf nieder, wo er ab 1953 als selbständiger Architekt und Autor arbeitete und im Jahr 1987 starb.
Seine autobiographischen Schriften, die beide in rechtsradikalen Verlagen erschienen (siehe unten), verstand Giesler als ein Bekenntnis zum Nationalsozialismus und zu Adolf Hitler.

## Liste der Bauten und Planungen
- 1933–1944: „Denkmal der Bewegung“ (zusammen mit Hermann Reinhard Alker und Albert Speer, nicht ausgeführt)
- 1936–1942: Gauforum in Weimar (jetzt Landesverwaltungsamt; die ehemalige „Mehrzweckhalle“ wurde von dem Unternehmer Josef Saller zu einem Freizeit-, Erlebnis- und Einkaufscenter namens „Atrium“ umgestaltet)
- 1937/1938: Dienstvilla der Gauleitung Thüringen (Villa Sauckel) in Weimar (jetzt Schulungsstätte der Bundesagentur für Arbeit)
- 1937–1939: HJ-Heim Immenstadt (eigentlich: Architekt Albert vom Baubüro der NS-Ordensburg Sonthofen)
- 1937–1942: Umbau des Hauptbahnhofs Augsburg (nicht ausgeführt)
- 1938: Hotel Elephant in Weimar
- 1938–1941: Gauforum in Augsburg (nur ansatzweise ausgeführt)
- 1938–1944: „Hohe Schule der NSDAP“ am Chiemsee (nicht ausgeführt)
- 1939–1941: Polizeipräsidium am „Runden Platz“ in Augsburg
- 1934–1942: Ordensburg Sonthofen (jetzt Generaloberst-Beck-Kaserne der Bundeswehr)
- 1941: Erweiterung des Augsburger Stadttheaters
- 1943: Umbauten am Schloss Fürstenstein
- 1943/44: Bunker „Hagen“ des ehemaligen Führerhauptquartiers „Siegfried“. Stahlbetonbau auf rechteckigem Grundriss mit zwei Zugängen auf dem Gelände des BND in Pullach.

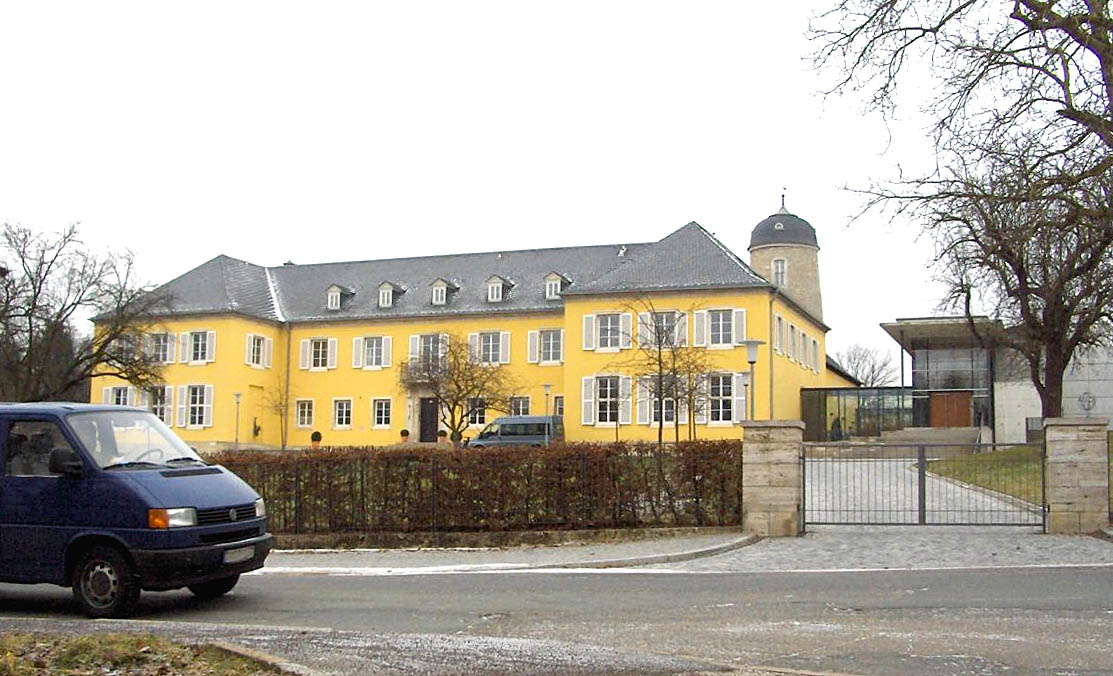
Villa Sauckel in Weimar, Straßenseite
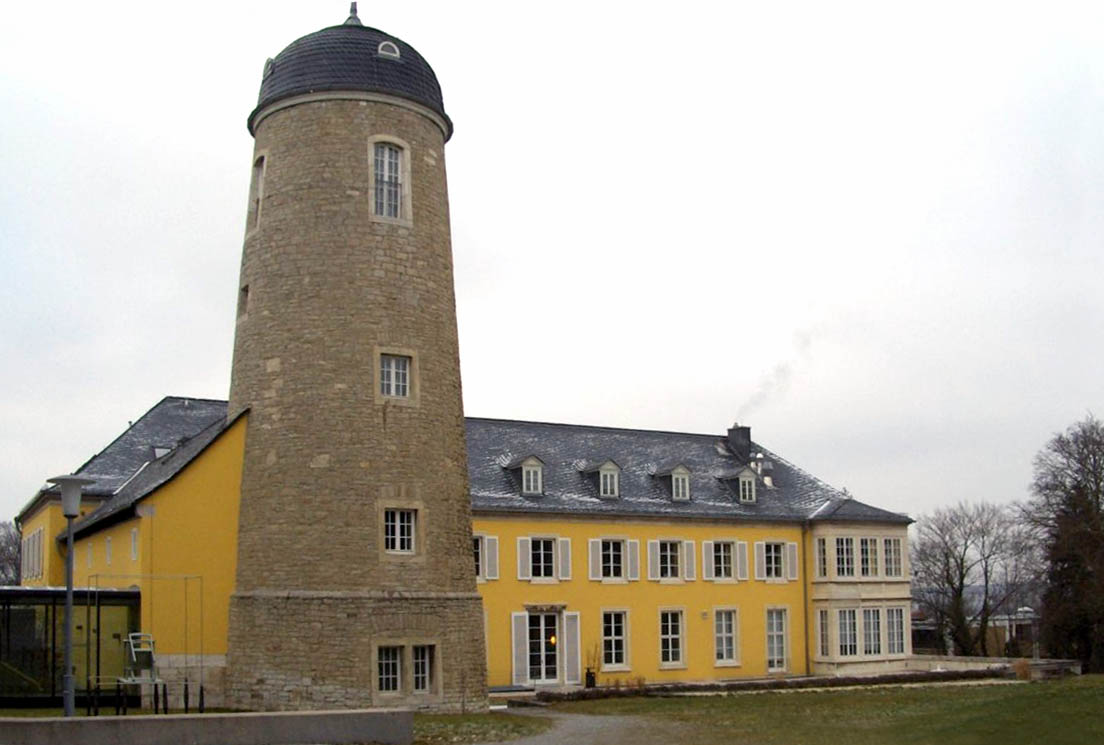
Villa Sauckel in Weimar, Gartenseite
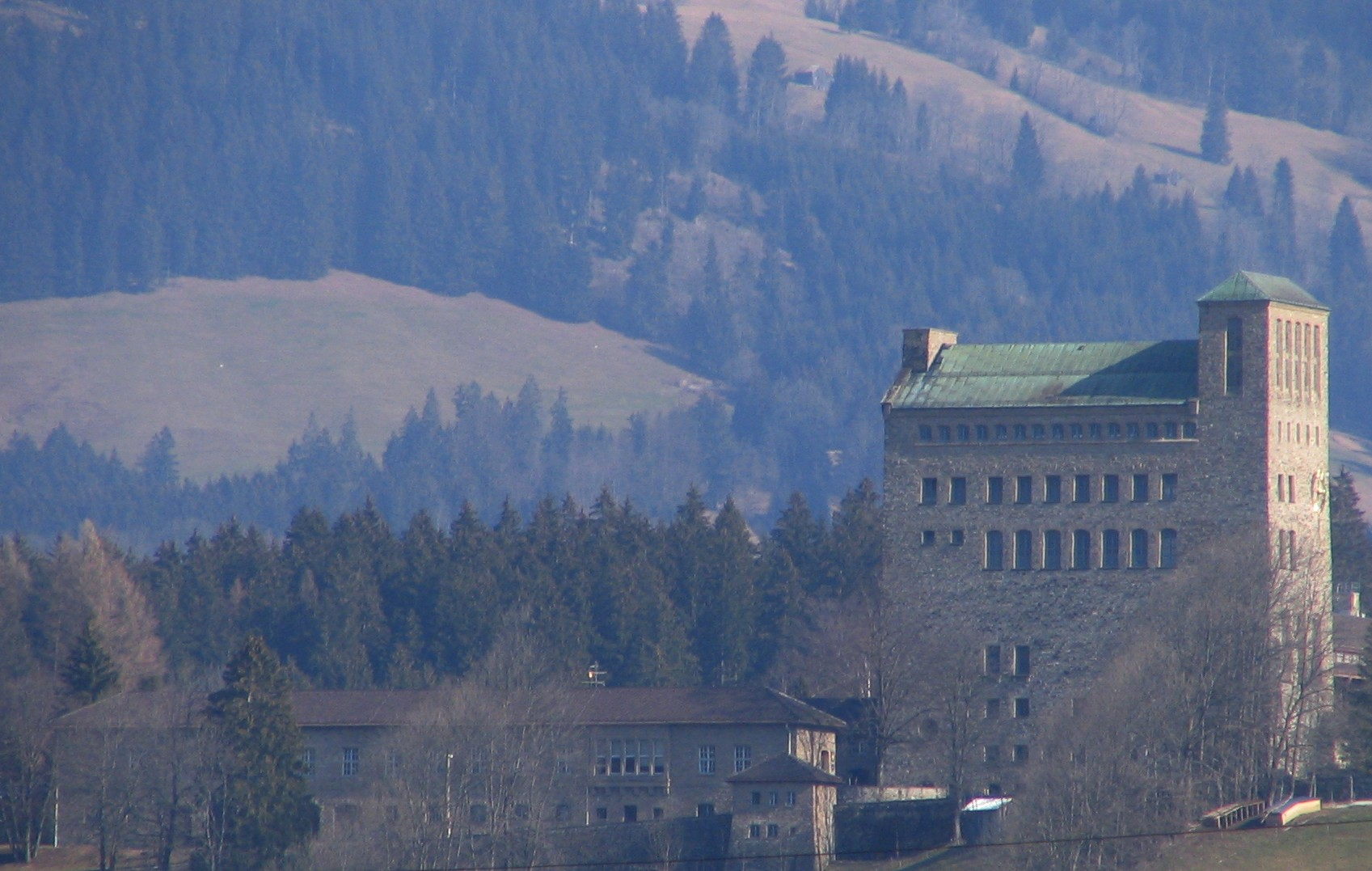
Ordensburg Sonthofen im Allgäu
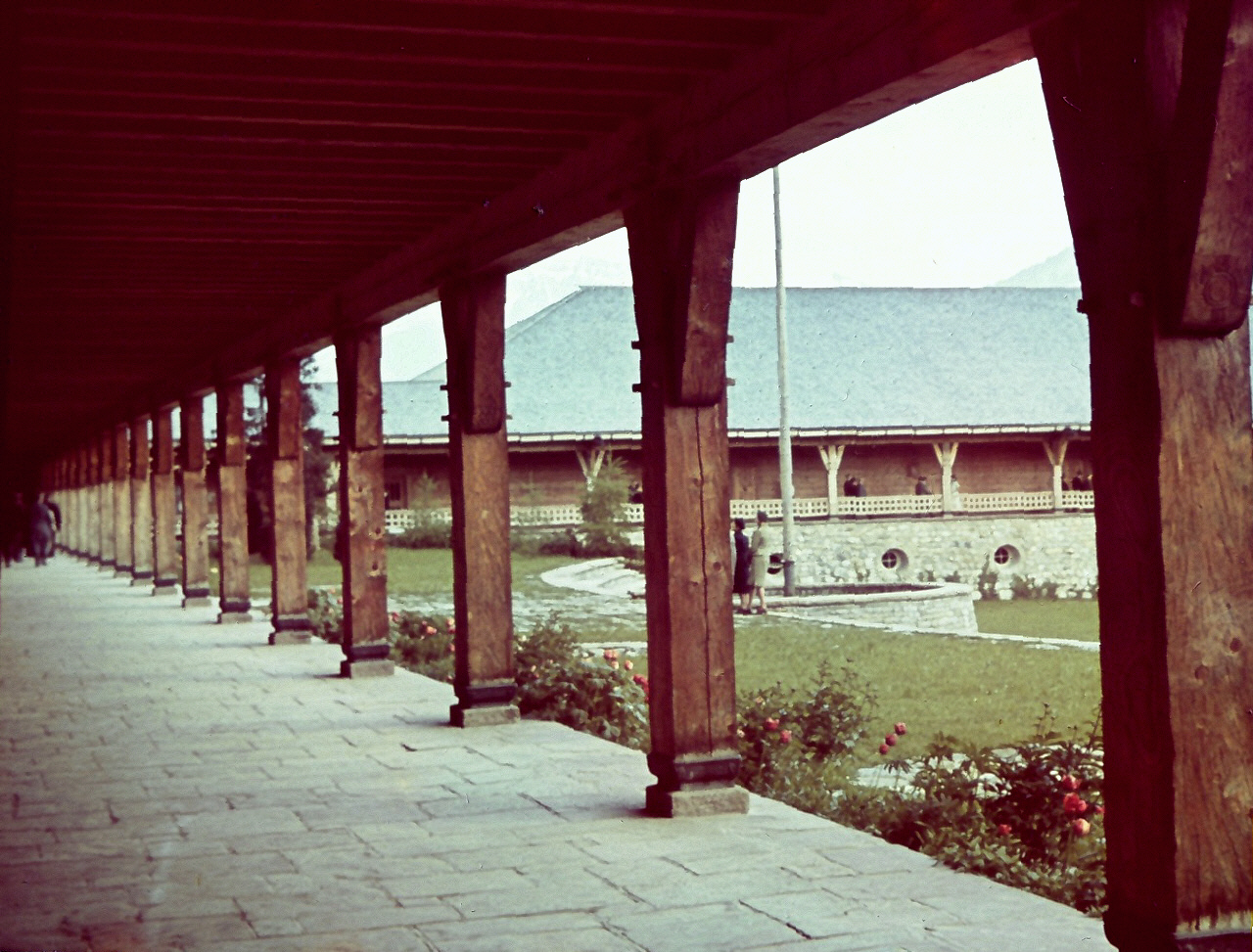
Innenhof der Ordensburg Sonthofen (1939)
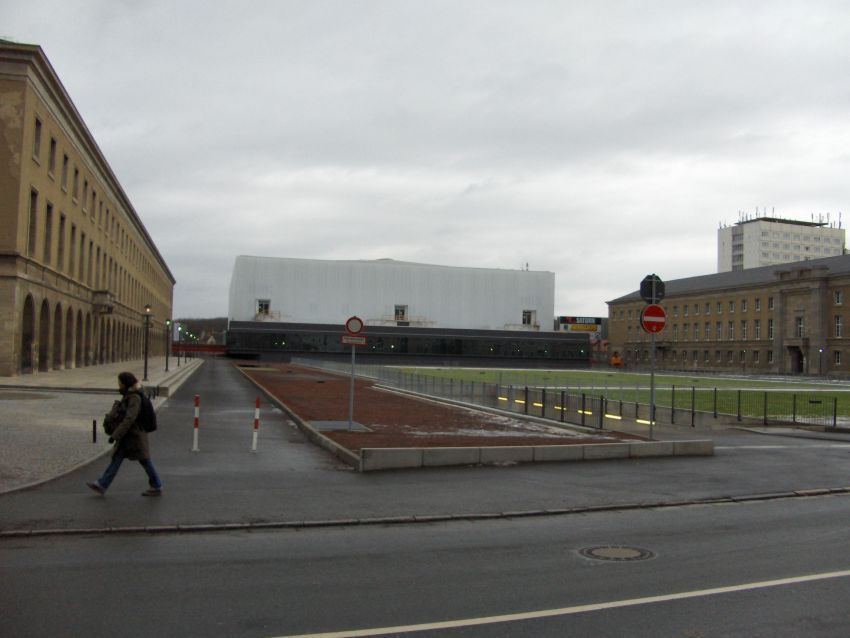
Gauforum Weimar, heutiger Zustand, Südseite
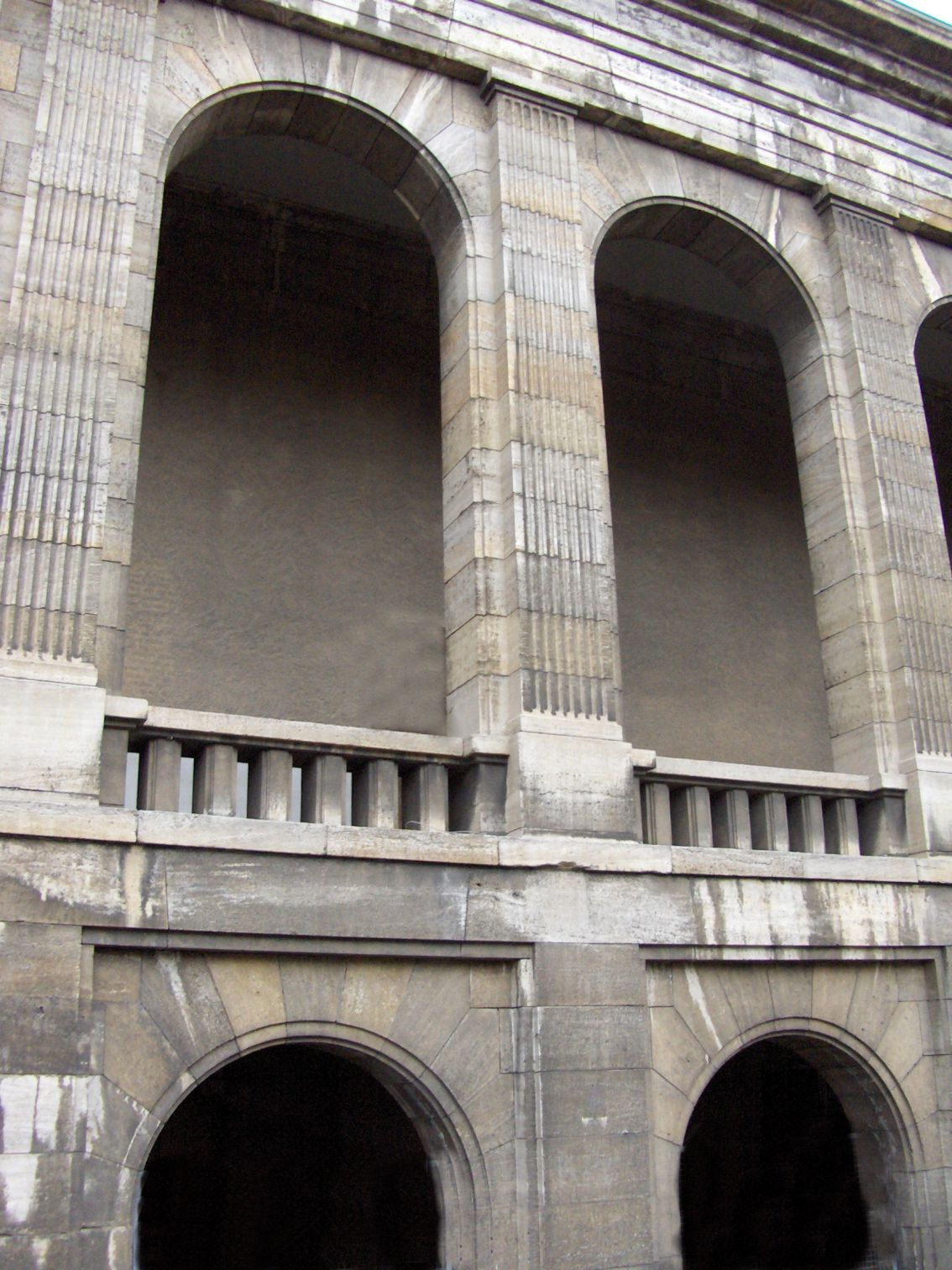
Gauforum Weimar, Detail
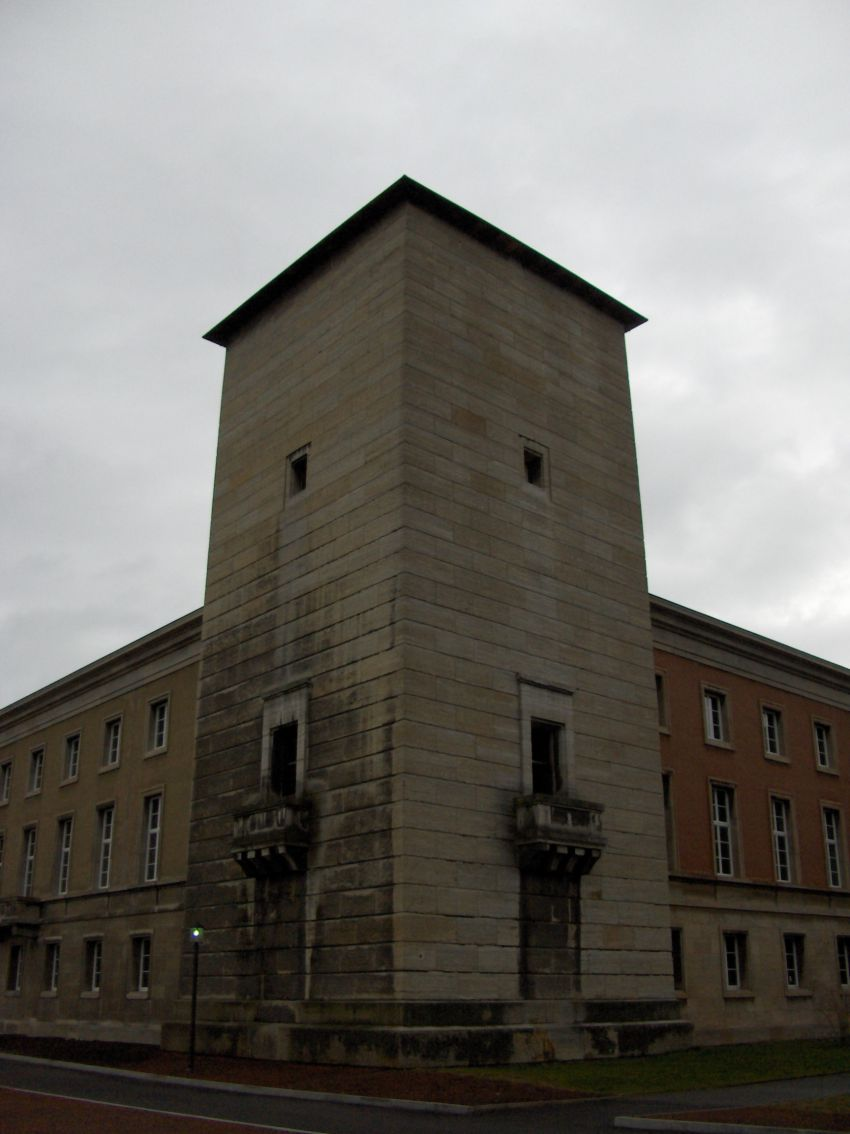
Gauforum Weimar, unvollendeter Turm
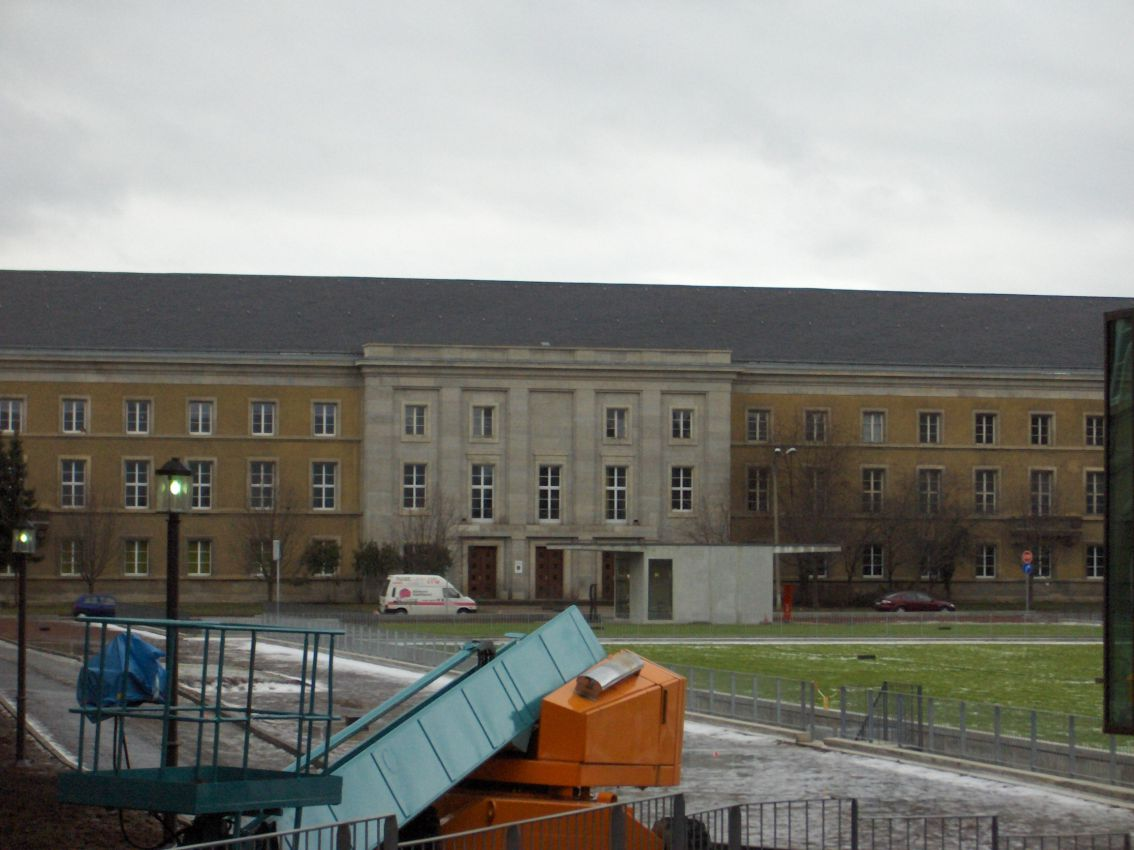
Gauforum Weimar, heutiger Zustand, Westseite
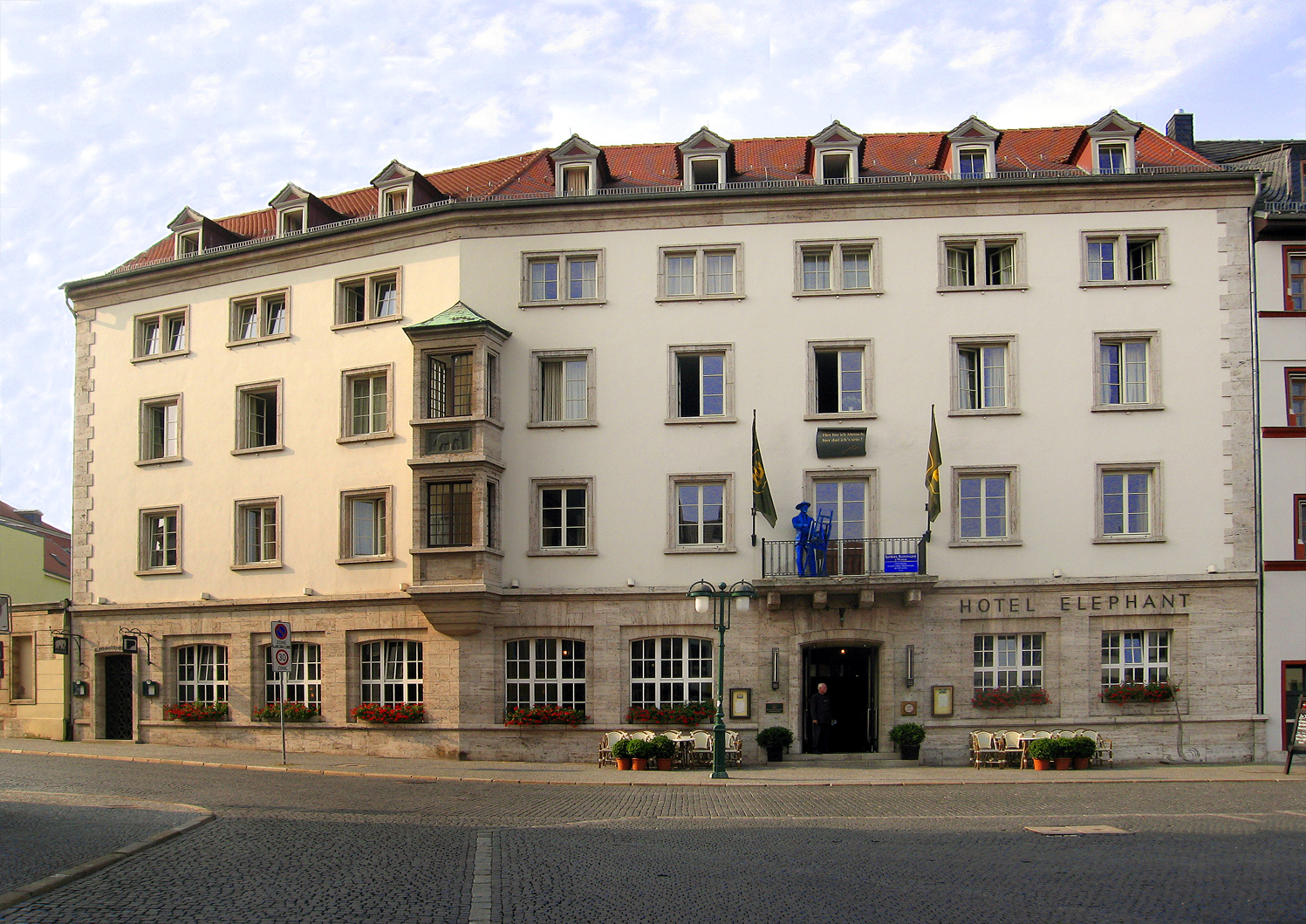
„Hotel Elephant“ in Weimar
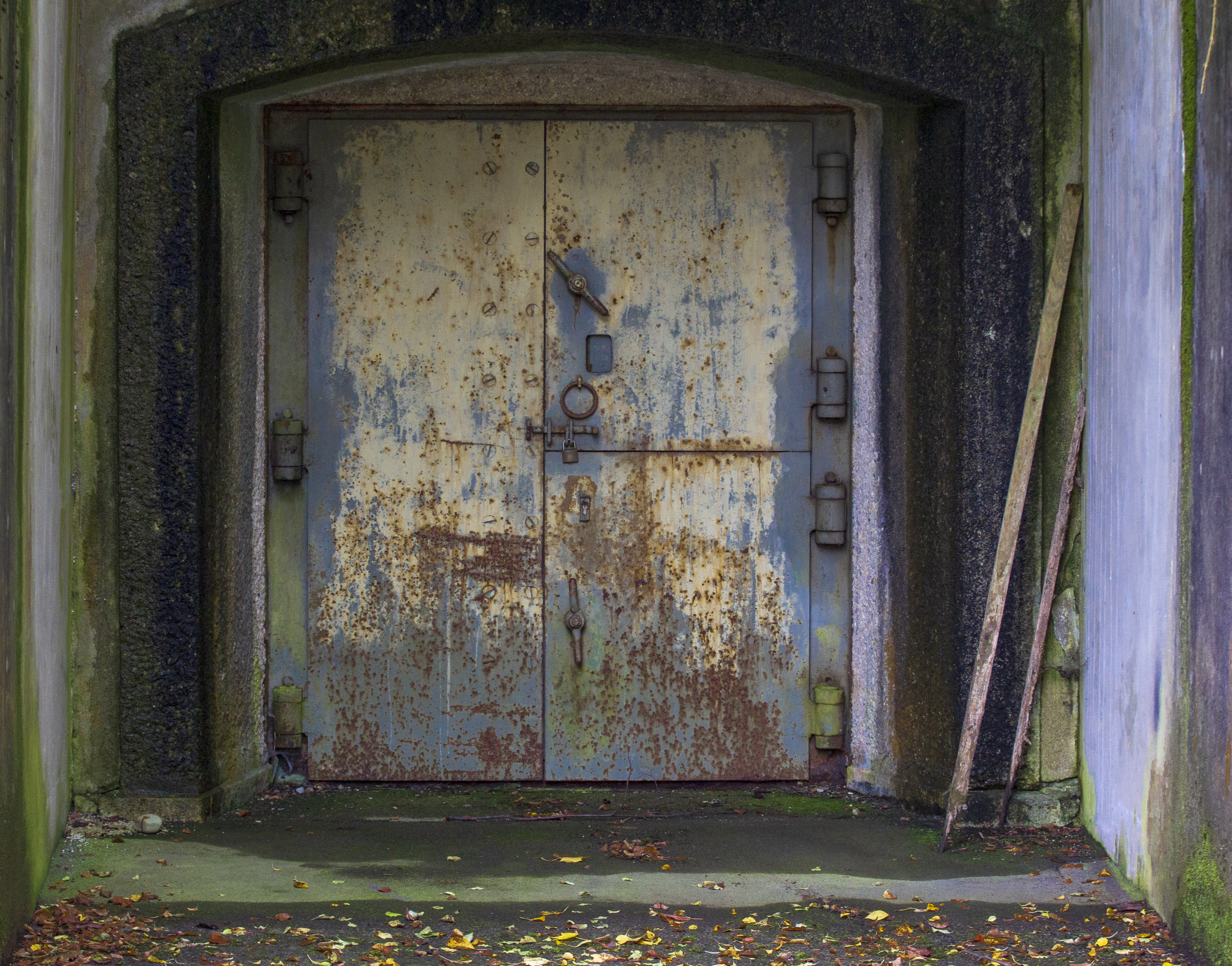
Bunker „Hagen“ des ehemaligen Führerhauptquartiers „Siegfried“ auf dem BND-Gelände in Pullach.

## Schriften
- Ein anderer Hitler. Bericht seines Architekten Hermann Giesler. Erlebnisse, Gespräche, Reflexionen. Druffel-Verlag, Leoni am Starnberger See 1978, ISBN 3-8061-0822-6 und ISBN 3-8061-0820-X.
- Nachtrag. Aus unveröffentlichten Schriften. Hermann Giesler (Hrsg. Hermann und Dietrich P. Giesler). Heitz & Höffkes, Essen 1988, ISBN 3-926650-19-2.